# Pétur Marteinsson
Pétur Hafliði Marteinsson (ur. 14 lipca 1973 w Reykjavíku) – islandzki piłkarz grający na pozycji obrońcy.

## Kariera klubowa
Swoją karierę rozpoczął we Fram. W 1992 trafił do Leifturu. W 1994 wrócił do Framu. W styczniu 1996 przeszedł do Hammarby IF. W listopadzie 1998 podpisał kontrakt ze Stabæk Fotball, w którym zadebiutował 2 maja 1999 z Lillestrøm SK. W 2001 trafił do Stoke City. Po sezonie 2002/2003 wygasł mu kontrakt z klubem. Stoke postanowiło nie przedłużać umowy z zawodnikiem, który wrócił do Hammarby. 23 września 2003 rozegrał pierwszy mecz po powrocie do tego klubu i strzelił jedynego gola. W 2006 opuścił tę drużynę i przeniósł się do Reykjavíkur. W 2008 odszedł z klubu i zakończył karierę. W swoim ostatnim sezonie zdobył z zespołem puchar kraju.

## Kariera reprezentacyjna
Marteinsson rozegrał w latach 1993–2005 36 meczów w reprezentacji Islandii i strzelił 1 gola. Zagrał też w 19 spotkaniach dla kadry U-21 i 2 w U-19.

## Życie prywatne
Żonaty z Unnur Valdimarsdóttir. Para ma adoptowaną w wieku dwóch lat pochodzącą z Chin córkę Lilję.